# Le Guédeniau

Le Guédeniau este o comună în departamentul Maine-et-Loire, Franța. În 2009 avea o populație de 336 de locuitori.